# Magnesium
Magnesium är ett grundämne som tillhör gruppen alkaliska jordartsmetaller.

## Egenskaper
Magnesium är en relativt mjuk metall som hör till de alkaliska jordartsmetallerna, och bildar, såsom de övriga metallerna i den gruppen, vätgas i kontakt med sur vattenlösning.

## Framställning
Magnesium framställs genom smältelektrolys av magnesiumklorid.
Katod: Mg2+ + 2 e– → Mg
Anod: 2 Cl– → Cl² + 2e–
Rent magnesium är på grund av dåliga hållfasthetsegenskaper inte lämpligt som konstruktionsmaterial. Därför legeras det vanligen med aluminium och lite zink. För att minska materialets oxidation tillsätts ibland även beryllium.

## Förekomst
Magnesium är relativt vanligt i jordskorpan (det åttonde vanligaste grundämnet) och magnesium finns i 60 olika mineraler. Den största källan för magnesium är havsvatten. Ett sätt att framställa magnesium ur havsvatten är att först fälla ut magnesiumsaltet som hydroxid och sedan låta hydroxiden reagera med saltsyra för att få magnesiumklorid som man sedan gör smältelektrolys av.
I naturen förekommer magnesium inte i gedigen form utan finns i olika salter som Mg2+-jon (färglös), främst silikat som hornblände, olivin, talk och asbest, vidare i karbonater som magnesit och dolomit samt i sulfatet kieserit.

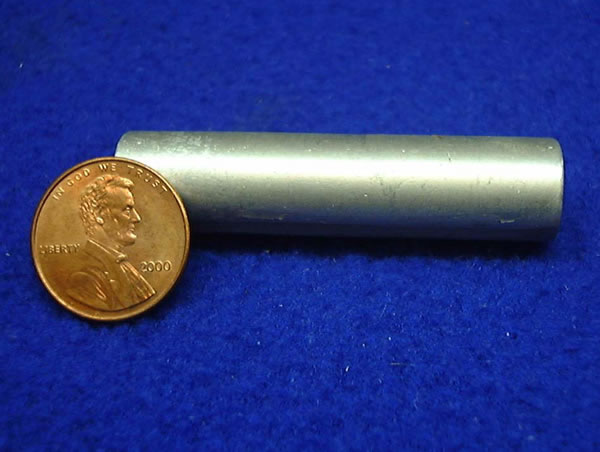
En magnesiumstav

## Användningsområden
Magnesium är ett mycket vanligt konstruktionsmaterial som används i lättmetallegeringar. Magnesium eller aluminium används ofta för att reducera ett annat metallsalt för att få fram den metallen istället. Ett exempel på detta är urantillverkning, då reduceras uranoxid till den rena metallen.
UO2 + 2Mg → U + 2MgO
Magnesiumlegeringar används mycket ofta när andra material blir för tunga i till exempel sportbilar och tävlingscyklar. Magnesium används också i mobiltelefoner och bärbara datorer på grund av sin låga vikt. Andra användningsområden för magnesium är:
- I nödraketer och fyrverkerier.
- Inom pyroteknik (när magnesiummetall och oxiderande ämnen bildar lättantändliga blandningar).
- Förr användes magnesium i blixtljuspulver för fotoblixtar.

### Användningsområden för salter
- Magnesiumhydroxid (Mg(OH)2) används som botemedel mot sura uppstötningar.
- Magnesiumkarbonat (MgCO3) används av idrottsmän för att förbättra greppet mot fuktiga ytor (till exempel stången vid tyngdlyftning).
- Magnesiumsulfat (MgSO4) används i mineralsalt som innehåller mindre mängd natriumklorid än vanligt bordssalt.

## Historia
Den förste att framställa metalliskt magnesium var engelsmannen Humphry Davy 1808 genom elektrolys av en blandning av magnesium och kvicksilver(II)oxid. Davy föreslog först namnet magnium, men idag gäller namnet magnesium.
Ordet magnesia har använts för basiskt magnesiumkarbonat, samt för brunsten och magnetit efter en fyndort Magnesia i Grekland. Ibland användes beteckningarna magnesia alba och magnesia nigra för magnesium- respektive manganföreningar. I äldre svensk litteratur används ofta ordet talkjord om magnesiumoxid. Under slutet av 1700-talet användes vidare namnet magnesium för metallen mangan, vilket kan leda till viss förvirring.

## Biologisk betydelse
Magnesium är livsviktigt för alla levande organismer och för lite magnesium kan orsaka spasmer och högt blodtryck. För mycket magnesium kan orsaka diarré. Magnesium återfinns i grönsaker som spenat, men det finns också magnesium i nötter och fullkornsprodukter. Magnesium är centralatom i klorofyllmolekyler och är därför livsnödvändigt för fotosyntetiserande organismer.
Rekommenderat dagligt intag är för barn 50–200 mg, kvinnor 280 mg, män 280–350 mg. Mer information finns i tabellen över rekommenderat dagligt intag (RDI).
Magnesiumbrist anses kunna ge ångest och depression, ångest kan dessutom öka utsöndringen och därmed behovet av magnesium.[källa behövs]
Det är viktigt att känna till att olika magnesiumföreningar tas upp i olika grad av kroppen. Av magnesiumoxid vilket är vanligt förekommande  i magnesiumtillskott tillgodogörs bara en mindre del, medan magnesiumlaktat (receptfritt på apotek), magnesiumcitrat och magnesiumklorid tillgodogörs i hög grad.

## Magnesiumintag i olika länder

### Sverige
I Livsmedelsverkets senaste rikstäckande undersökning av matvanor i den svenska befolkningen, Riksmaten - 2010-11 (genomförd mellan 2010 och 2011), angavs medelvärdet för intag av magnesium per dag till 305 mg för kvinnor, 364 mg för män och 331 mg för hela gruppen i undersökningen.